# Pedro Plascencia Salinas
Pedro Ernesto Plascencia Salinas (Guadalajara, Jalisco, 7 de noviembre de 1956-Ciudad de México, 19 de abril de 1994) fue un pianista y compositor mexicano. Compuso música incidental para telenovelas como; Cuna de lobos (1986), El extraño retorno de Diana Salazar (1988), y En carne propia (1990), así como para otras producciones del mundo del entretenimento, deportivo y noticioso como; 24 horas, ECO Noticias, Lucha Libre AAA Worldwide, y el himno de Necaxa, un equipo de futbol.

## Biografía y carrera
Pedro Ernesto Plascencia Salinas nació el 7 de noviembre de 1956 en Guadalajara, Jalisco, México, siendo hijo del músico Pedro Plascencia Ramírez y la actriz Carmen Salinas. Tuvo una hermana llamada María Eugenia, así como cinco hermanos más que no nacieron debido a abortos espontáneos. Su padre, fallecido en 2016, trabajó junto al cantante Juan Gabriel por más de 20 años. Carmen sería quien descubriera el talento que su hijo Pedrito (como de cariño le llamaba) tenía para la música cuando contaba con apenas cinco años de edad y lo escuchara tocar la canción «Jornada sentimental», decidiendo inscribirlo a la Escuela Libre de Música Juan León Mariscal.
En 1973, Plascencia paso al ámbito profesional cuando un pianista faltara durante una presentación que su madre realizó en la Plaza de Toros de San Pedro Tlaquepaque, Jalisco. Teniendo 17 años, subió al escenario para tocar el instrumento, «con aplomo», y fue desde ese momento que comenzó a desempeñarse como el director musical de su progenitora. A la par, también era contratado para musicalizar películas, telenovelas y videodocumentales, así como para producir jingles para comerciales. Contrajo matrimonio en 1983 con la actriz Licia Suárez, junto a quien procreó dos hijas, Carmelita y Paulina. Continuo siendo arreglista para las distintas imitaciones que su madre realizaba, las cuales dejaría de hacer después de que él muriera en 1994.

## Enfermedad y muerte
El 19 de abril de 1994, Plascencia falleció a los 37 años de edad en Ciudad de México después de padecer cáncer de pulmón, que le había sido detectado siete meses antes. De acuerdo a Carmen, en sus últimos días ya no quería seguir viviendo hasta el punto de llegar a pensar en el suicidio debido a los dolores que le daban por la enfermedad, así que antes de perecer lo durmieron con un cóctel de morfina y valium para morir sentado en el sillón donde siempre se le veía. Fue cremado y sus cenizas se colocaron en un mausoleo familiar dentro del Panteón Español.

### Honores póstumos
En 1996, su madre editó y lanzó el disco «Recuérdame siempre», el cual contiene 22 temas compuestos por su hijo. Esta obra tuvo un reelanzamiento en 2013. Para 1997, se fundó el parque público Pedro Plascencia Salinas ubicado en Anzures, Miguel Hidalgo, Ciudad de México, donde además se colocó una escultura en su memoria. A este lugar también se le conoce como «Parque Verónica Anzures».